# 大野一郎
大野 一郎（おおの いちろう、1890年（明治23年）1月23日 - 1973年（昭和48年）12月8日）は、日本の海軍軍人。最終階級は海軍中将。位階勲等功級は従三位勲一等功三級。

## 経歴
愛知県出身。1910年（明治43年）7月、海軍兵学校第38期を卒業し、1911年（明治44年）12月に海軍少尉に任官した。その後、「伊吹」「榛名」各乗組や、「扶桑」分隊長などを歴任し、海軍砲術学校高等科を卒業した。1921年（大正10年）12月に海軍大学校甲種第21期学生となり、1922年（大正11年）12月に海軍少佐に進級。「五十鈴」「伊勢」各砲術長、第2艦隊参謀などを歴任し、1927年（昭和2年）12月に海軍中佐に進級した。その後、陸軍重砲兵学校教官、「鳳翔」「加賀」各副長、大村海軍航空隊司令などを歴任し、航空畑を歩んだ。
1932年（昭和7年）12月に海軍大佐に進級し、「龍驤」艦長、「蒼龍」艤装員長、横須賀海軍航空隊副長兼教頭、舞鶴要港部参謀長、館山海軍航空隊司令などを経て、1938年（昭和13年）4月25日に「加賀」艦長に着任した。同年11月15日に海軍少将に進級し、12月15日に霞ヶ浦海軍航空隊司令に転じた。1940年（昭和15年）10月に厦門方面特別根拠地隊司令官に就任し、同方面に出動。1941年（昭和16年）10月に大島方面特別根拠地隊司令官に転じ、1942年（昭和17年）2月14日に上海方面特別根拠地隊司令官兼上海海軍特別陸戦隊司令官に就任し、5月1日には海軍中将に進級した。1943年（昭和18年）8月に揚子江方面特別根拠地隊司令官に転じ、1944年（昭和19年）4月1日に大阪警備府司令長官に親補された。同年11月1日に軍令部出仕となり、12月15日に待命、12月20日に予備役に編入された。

## 年譜
- 1910年（明治43年）7月18日 - 海軍兵学校卒業、笠置乗組[2]
- 1911年（明治44年）
  - 3月23日 - 筑波乗組[2]
  - 12月1日 - 海軍少尉、富士乗組[2]
- 1912年（大正元年）12月20日 - 海軍砲術学校普通科学生[2]
- 1913年（大正2年）
  - 5月24日 - 海軍水雷学校普通科学生[2]
  - 12月1日 - 海軍中尉、吹雪乗組[2]
- 1914年（大正3年）
  - 5月27日 - 伊吹乗組[2]
  - 12月28日 - 榛名乗組[2]
- 1916年（大正5年）
  - 3月23日 - 呉海兵団附[2]
  - 12月1日 - 海軍大尉[2]
- 1917年（大正6年）12月1日 - 海軍大学校乙種学生[2]
- 1918年（大正7年）
  - 4月15日 - 海軍砲術学校高等科学生[2]
  - 12月1日 - 薩摩分隊長[2]
- 1919年（大正8年）9月15日 - 吾妻副砲長兼分隊長[2]
- 1920年（大正9年）
  - 6月2日 - 生駒副砲長兼分隊長兼海軍砲術学校教官[2]
  - 12月1日 - 筑摩砲術長[2]
- 1921年（大正10年）12月1日 - 海軍大学校甲種学生[2]
- 1922年（大正11年）12月1日 - 海軍少佐[2]
- 1922年（大正12年）
  - 10月15日 - 軍令部出仕[2]
  - 11月20日 - 五十鈴砲術長[2]
- 1923年（大正13年）12月1日 - 第2水雷戦隊参謀[2]
- 1924年（大正14年）12月1日 - 伊勢砲術長[2]
- 1925年（大正15年）12月1日 - 第2艦隊参謀[2]
- 1927年（昭和2年）
  - 11月15日 - 海軍砲術学校教官兼海軍水雷学校教官・春日教官[2]
  - 12月1日 - 海軍中佐
- 1928年（昭和3年）
  - 11月15日 - 兼海軍砲術学校副官[2]
  - 12月10日 -陸軍重砲兵学校教官[2]
- 1929年（昭和4年）
  - 3月15日 - 免海軍砲術学校副官[2]
  - 12月1日 - 海軍工機学校教官[2]
- 1930年（昭和5年）11月15日 - 鳳翔副長[2]
- 1931年（昭和6年）12月1日 - 加賀副長[2]
- 1932年（昭和7年）
  - 11月15日 - 大村海軍航空隊司令[2]
  - 12月1日 - 海軍大佐
- 1934年（昭和9年）11月15日 - 龍驤艦長[2]
- 1935年（昭和10年）
  - 10月31日 - 呉鎮守府附[2]
  - 12月23日 - 蒼龍艤装員長[2]
- 1936年（昭和11年）
  - 4月1日 - 横須賀海軍航空隊副長兼教頭[2]
  - 11月16日 - 舞鶴要港部参謀長[2]
- 1937年（昭和12年）9月25日 - 館山海軍航空隊司令[2]
- 1938年（昭和13年）
  - 4月25日 - 加賀艦長[2]
  - 11月15日 - 海軍少将[2]
  - 12月15日 - 霞ヶ浦海軍航空隊司令[2]
- 1940年（昭和15年）10月15日 - 厦門方面特別根拠地隊司令官[2]
- 1941年（昭和16年）
  - 9月1日 - 横須賀鎮守府出仕[2]
  - 9月25日 - 佐世保鎮守府出仕[2]
  - 10月1日 - 大島方面特別根拠地隊司令官[2]
- 1942年（昭和17年）
  - 1月15日 - 横須賀鎮守府出仕[2]
  - 2月14日 - 上海方面特別根拠地隊司令官兼上海海軍特別陸戦隊司令官[2]
  - 5月1日 - 海軍中将[2]
- 1943年（昭和18年）
  - 6月1日 - 軍令部出仕[2]
  - 8月10日 - 支那方面艦隊司令部附[2]
  - 8月20日 - 揚子江方面特別根拠地隊司令官[4]
- 1944年（昭和19年）
  - 3月20日 - 軍令部出仕[4]
  - 4月1日 - 大阪警備府司令長官[4]
  - 11月1日 - 軍令部出仕[4]
  - 12月15日 - 待命[4]
  - 12月20日予備役[4]